# Deutsche Schwimmmeisterschaften 1930
Die 45. Deutschen Meisterschaften im Schwimmen fanden vom 1. bis 4. August 1930 in München statt.
| Disziplin       | Männer          | Männer            | Männer | Frauen          | Frauen               | Frauen |
| Disziplin       | Name            | Verein            | Zeit   | Name            | Verein               | Zeit   |
| --------------- | --------------- | ----------------- | ------ | --------------- | -------------------- | ------ |
| 100 m Freistil  | Ernst Derichs   | Sparta Köln       |        | Reni Erkens     | Amateur Oberhausen   |        |
| 200 m Freistil  | Karl Schubert   | Borsil Breslau    |        |                 |                      |        |
| 400 m Freistil  | Kurt Eckstein   | Poseidon Leipzig  |        |                 |                      |        |
| 1500 m Freistil | Werner Neitzel  | SV Göppingen 1904 |        |                 |                      |        |
| 200 m Brust     | Eberhard Koppen | Poseidon Leipzig  |        | Lisa Rocke      | Magdeburger DSC 1899 |        |
| 100 m Rücken    | Ernst Küppers   | SV Viersen        |        | Friedel Strubel | Berliner SC          |        |